# Туїшево
Туї́шево (рос. Туишево, башк. Туйыш) — присілок у складі Абзеліловського району Башкортостану, Росія. Входить до складу Баїмовської сільської ради.
Населення — 475 осіб (2010; 442 в 2002).
Національний склад:
- башкири — 100%